# Pieter Abraham van de Velde
Pieter Abraham van de Velde (Utrecht, 22 november 1913 – Alblasserdam, 10 mei 2001) was een Nederlands civiel ingenieur en hoogleraar Weg- en Waterbouwkunde. Hij heeft bijdragen geleverd aan diverse waterwerken in Nederland, met name de drooglegging van Walcheren aan het eind van de Tweede Wereldoorlog, dijkherstelprojecten na de Watersnoodramp, en het Deltaplan.

## Biografie
Van de Velde werd geboren op 22 november 1913 in Utrecht. Hij volgde de Hogere Burgerschool en haalde vervolgens in 1937 het diploma Civiel Ingenieur aan de Technische Hogeschool Delft. Hij werkte na het vervullen van zijn dienstplicht twee jaar in dienst bij het Waterloopkundig Laboratorium in Delft en aansluitend tot 1967 in verschillende functies bij Rijkswaterstaat. Bij deze dienst was hij de laatste zes jaar hoofdingenieur-directeur van de Deltadienst Noord en Directie Afsluitwerken (waarin de Deltadienst in 1964 opging). Hij leverde bijdragen aan belangrijke projecten zoals het ontwerp en uitvoering van de afsluitdammen in Walcheren en de Zuiderzee- en Deltawerken. Van de Velde gold, samen met ondere anderen Eco Bijker, als lid van de jonge garde, die tegenover de oude garde stonden met onder anderen Pieter Philippus Jansen en Jo Thijsse. Van 1967 tot zijn emeritaat in 1980 was hij aan de Technische Hogeschool Delft hoogleraar Weg- en Waterbouwkunde.

## Rijkswaterstaat
De belangrijkste activiteiten van Van de Velde bij Rijkswaterstaat betreffen de drooglegging van Walcheren na de Tweede Wereldoorlog, diverse dijkherstelprojecten na de watersnoodramp van 1 februari 1953 en de Deltawerken.

### Drooglegging Walcheren
Bij de drooglegging van Walcheren (1944–1945) werkte Van de Velde binnen het team van ingenieurs van de Dienst Droogmaking Walcheren onder leiding van Pieter Philippus Jansen. Het doel van het team was de dijkgaten te dichten die waren ontstaan door de strategische bombardementen van de Engelse luchtmacht tijdens de Tweede Wereldoorlog. Deze moeilijke strijd tegen het water is in de roman Het verjaagde water van A. den Doolaard uitgebreid beschreven, waarin Van de Velde te herkennen is in het personage Schoonebloem.

### Stroomgat Schelphoek
Op 27 april 1953 kreeg Van de Velde als leidinggevend ingenieur de opdracht om de gaten bij de Schelphoek (Schouwen-Duiveland) te dichten.
Het gat van de Schelphoek was door de sterke eb- en vloedstromen dusdanig diep geworden dat het niet met klassieke hulpmiddelen gedicht kon worden. Er werd daarom een dijk aangelegd, ruim rond het gat, dat ten slotte gesloten werd met caissons (zogenaamde Phoenix-caissons). Deze caissons zijn nog duidelijk te zien in het landschap, evenals het stroomgat, dat nu een meer vormt achter de nieuwe dijk.

### Stroomgat Ouwerkerk
Op 6 november 1953 vond de afsluiting van het stroomgat bij Ouwerkerk plaats. Van de Velde werkte als hoofdingenieur A, wederom onder leiding van hoofdingenieur Pieter Philippus Jansen, aan deze afsluiting waarvoor 4 Phoenix-caissons nodig waren, vele (sleep)boten en speciale stortvaartuigen, en 11.500 mensen. Er werd dag en nacht gewerkt.
De laatste caisson werd 's nachts geplaatst in aanwezigheid van koningin Juliana en minister-president Willem Drees, die vanaf het schip Breezand toekeken.

### Haringvlietsluizen
Van de Velde was als hoofdconstructeur bij de Haringvlietsluizen in de periode van 1958 tot 1970 betrokken bij het ontwerp van deze sluizen. Daarbij werden zogenaamde nabla-liggers, gebruikt, die onder leiding van Josephus Jitta van de Directie Sluizen en Stuwen werden ontwikkeld. Deze als uiterst stevig beschouwde V-vormige constructies vormden de dragers van de 'scharnierende schuiven'.
Bij dit soort projecten moesten vertegenwoordigers van de directies Bruggen en Sluizen en Stuwen samenwerken met de uitvoerders van de bouw van het 'kunstwerk'. Van de Velde moest in zijn functie als hoofdingenieur deze beide groepen samenbrengen en kon door zijn theoretische scholing en praktische ervaring traditie en wetenschap verbinden.

### Grevelingendam
Nadat Van de Velde op vakantie in een Frans skigebied een kabelbaan had gezien, kwam hij op het idee om een kabelbaan te gebruiken om de dam in te Grevelingen te realiseren. Dit idee werd tussen 1958 en 1965 uitgevoerd met hulp van het Franse bedrijf Neyrpic. Er kwam een kabelbaan over de Grevelingen met van grijpers voorziene gondels om betonblokken te vervoeren en te deponeren in de geul. Later werden de gondels voorzien van netten om fijner materiaal te vervoeren en de dam 'waterdicht' te maken. De dam vormde uiteindelijk een vaste verkeersverbinding tussen Goeree-Overflakkee en Schouwen Duiveland. Aan het begin van de dam (aan Overflakkee zijde) is nog altijd het ronde betonnen 'anker' zichtbaar waaraan de dikke kabel werd bevestigd, en dat nu een monument is. Er waren in het begin vele gebreken aan de kabelbaan. Desondanks werd de kabelbaan nog twee keer hergebruikt bij de afsluitingen van de Haringvlietdam en de Brouwersdam.

### Oosterschelde
Van de Velde was omstreeks 1974 betrokken bij de advisering over de plannen voor een half open Oosterscheldedam die als alternatief diende voor de oorspronkelijke plan. Het oorspronkelijke plan werd op enig moment als te nadelig voor het milieu en de visserij gezien. Hij adviseerde de aannemerscombinatie Dijksbouw Oosterschelde, maar uitte ook openbaar kritiek op de milieuvriendelijke variant. Hij achtte de veiligheidsrisico's hiervan te groot en de kostenramingen te optimistisch.

## Technische hogeschool Delft
Van de Velde volgde in 1966 Pieter Philippus Jansen op als hoogleraar Weg- en Waterbouwkunde aan de Technische Hogeschool Delft. Hij gaf colleges en begeleidde doctoraalonderzoeken, en gaf daarnaast adviezen over kustverdediging, inpoldering en afsluitingen, ook ver buiten Nederland. Zo was hij in Japan, India, Brits Guyana, Zuid-Afrika, Korea en Noord-Amerika. Hij nam tevens zitting in adviescommissies en stichtingen op het gebied van waterkeringen. In dit kader was hij lid van de Technische Adviescommissie voor de Waterkeringen (TAW), waar hij tevens voorzitter was van de werkgroep 'dijkbekledingen' die de "Leidraad voor de toepassing van asfalt in de waterbouw" maakte.

## Onderscheidingen
- Officier in de Orde van Oranje-Nassau

## Publicaties
- Van de Velde, P.A. Fortse en soeticheijt in de waterbouwkunde. (1967) Oratie bij zijn benoeming als hoogleraar. (De titel verwijst naar een uitspraak van Andries Vierlingh.)
- Van de Velde, P.A. Veiligheid en Monte Carlo (1980). Uitreerede bij zijn afscheid als hoogleraar.
- Van de Velde, P.A. & Gerritse, F. (1955) Afsluiting stroomgat Schelphoek. Rijkswaterstaat.
- Van de Velde, P.A., van de Kaa, E.J., Brolsma, J.U., Reintjes, R.C., van der Meulen, T., de Nekker, J., & Nijdam, A. (1972) Kunststoffen en oeverbescherming. Bijdrage Symposium van het KIvI en vereniging K&O. Rapport.